# НРЛС «Репейник»
«Репейник» — российская носимая радиолокационная станция обнаружения сверхмалых целей.

## Разработка и назначение
Носимая радиолокационная станция «Репейник» разработана группой учёных под руководством генерального конструктора Алексея Васильевича Царькова
НРЛС «Репейник» предназначена для обнаружения и сопровождение сверхмалых БпЛА в секторе сканирования 360 градусов, на расстоянии до 15 км, высоте до 5 км и скорости до 200 км/ч. Носимое исполнение обеспечивает тактическое автономное применение между населенными пунктами в условиях боевых действий, а также охранных мероприятий.
Применение частотно-модулированного сигнала позволяет обнаруживать неподвижные цели (зависшие БпЛА).
Типы обнаруживаемых целей:
- беспилотные летательные аппараты (БпЛА), включая неподвижные;
- любые заданные цели, включая людей и транспортные средства.

## История
В 2021 году группой учёных под руководством А. В. Царькова был создан опытный образец бытовой малогабаритной радиолокационной станции «Волна» для охраны гражданских стационарных объектов от БПЛА.
По приглашению ГК «СОЗ» группа разработчиков МРЛС «Волна» переходит в профильную оружейную компанию и приступает к разработке военных изделий нового поколения с применением технологии искусственного интеллекта.
Инженерами предприятия была разработана новая станция, конструкция которой предусматривает носимое, мобильное исполнение и возможность применения в полевых условиях (грязь, осадки, снег и т. д.). Заново проведена работа по усилению механических узлов, выдерживающих вибрацию для установки на автомобильных платформах и на морских носителях. Особое внимание уделено покрытиям и антикоррозионной защите в условиях соляного тумана.
При проектировании в новую станцию были заложены скрытность от противорадиолокационных ракет, взаимодействие с любыми средствами и блоками РЭБ, включая переносные.
На основе радара «Репейник» были созданы комплексы борьбы с малыми дронами «Пероед» и «Пероед-М».

## Конструкция и характеристики
Конструкция разработана с учетом применения в различных широтах и погодных условиях, в том числе морских прибрежных районах.
Сопровождение и анализ целей осуществляется в современном графическом интерфейсе, созданном по UI/UX-методологии, с возможностью подключения топографических карт местности для интуитивного ориентирования. Программное обеспечение поддерживает различные операционные системы и платформы, а также позволяет одновременно получать и обрабатывать информацию от нескольких станций, объединённых в единую сеть.
Данные траекторной обработки радиолокационного сигнала (целеуказания) могут применяться в ситуационных центрах обработки оперативной информации, комплексах технических систем охраны и противодействия несанкционированному проникновению в охраняемые зоны, а также автоматизированных и ручных средствах радиоэлектронной борьбы (РЭБ).

### Дистанция обнаружения и подавления целей
| Тип цели                                                       | ЭПР, м2 | Дальность обнаружения, м | Дальность подавления, м |
| -------------------------------------------------------------- | ------- | ------------------------ | ----------------------- |
| Малые БпЛА (самодельные дроны-камикадзе, DJIPhantom, DJIMavic) | 0,01    | 2 000                    | 1 500                   |
| Средние БпЛА (DJI Matrice 300 RTK)                             | 0,1     | 2 700                    | 1 500                   |
| Крупные БпЛА (тип "Крыло")                                     | 1       | 4 500                    | 1 500                   |
| Объекты с ЭПР более 10 кв. м                                   | 10      | 15 000                   | 1 500                   |

### Тактико-технические характеристики НРЛС «Репейник»[3]
| Наименование параметра                                     | Величина                                        |
| ---------------------------------------------------------- | ----------------------------------------------- |
| Инструментальная дальность обнаружения, км                 | 15                                              |
| Время развёртывания, минут                                 | 5                                               |
| Количество одновременно сопровождаемых целей               | 256                                             |
| Тип антенной решётки                                       | ФАР                                             |
| Частотный диапазон, ГГц                                    | X (9,2 — 9,5)                                   |
| Зона обзора по азимуту, град                               | 360                                             |
| Угол места, град                                           | 20                                              |
| Темп полного обзора по азимуту, с                          | 2,5                                             |
| Разрешающая способность по дальности, м                    | 2,5                                             |
| Разрешающая способность по азимуту, градусов               | 1,2                                             |
| Несущая частота/рабочая длина волны, ГГц                   | 9,455                                           |
| Ширина диаграммы направленности, градусов                  | 3                                               |
| Тип используемой системы координат для выдачи целеуказания | Полярная                                        |
| Состав выдаваемой информации при выдаче целеуказания       | азимут, расчетная высота, расстояние до объекта |
| Автономная работа от одного источника питания, часов       | 8                                               |
| Обмен данными, выдача формуляров целей и целеуказаний      | Ethernet (RJ-45)                                |
| Возможность объединения в единую сеть нескольких станций   | Да                                              |
| Интеграция с системами подавления (РЭБ)                    | Да                                              |
| Частота вращения подвижного блока, об/мин                  | 24                                              |
| Излучаемая мощность, Вт                                    | 2                                               |
| Потребляемая мощность, Вт                                  | 65                                              |
| Напряжение питания, В                                      | ~220/12                                         |
| Габаритные размеры (Д×Ш×В), м                              | 0,3×0,46×0,65                                   |
| Диапазон рабочих температур, градусов Цельсия              | от −40 до +50                                   |
| Масса (нетто) поворотного блока станции, кг                | 10,5                                            |
| Масса (нетто) стационарного блока (основание) станции, кг  | 15                                              |

### Тактико-технические характеристики Автоматической турели СОЗ-РЭБ с системой самонаведения
| Наименование параметра                                                      | Величина          |
| --------------------------------------------------------------------------- | ----------------- |
| Скорость панорамирования, градусов/сек                                      | 60                |
| Сектор вращения, градусов                                                   | 360               |
| Угол наклона, градусов                                                      | от — 20 до + 85   |
| Защита от внешних факторов                                                  | IP66              |
| Количество частотных каналов подавления                                     | 8                 |
| Частотный диапазон канала подавления 400, МГц Мощность подавителя, Вт/дБм   | 425 — 442 10/40   |
| Частотный диапазон канала подавления 900, МГц Мощность подавителя, Вт/дБм   | 850 — 940 10/40   |
| Частотный диапазон канала подавления GPSL2, МГц Мощность подавителя, Вт/дБм | 1150 —1300 10/40  |
| Частотный диапазон канала подавления GPSL1, МГц Мощность подавителя, Вт/дБм | 1542 —1640 40/46  |
| Частотный диапазон канала подавления 2.4, МГц Мощность подавителя, Вт/дБм   | 2390 — 2510 50/47 |
| Частотный диапазон канала подавления 2.4, МГц Мощность подавителя, Вт/дБм   | 2380 — 2515 50/47 |
| Частотный диапазон канала подавления 5.2, МГц Мощность подавителя, Вт/дБм   | 5130 — 5300 50/47 |
| Частотный диапазон канала подавления 5.8, МГц Мощность подавителя, Вт/дБм   | 5730 — 5860 40/46 |
| Мощность в канале подавления, дБм                                           | до 45             |
| Общая выходная мощность каналов подавления, Вт                              | 255               |
| Потребляемая мощность, Вт                                                   | 300               |
| Питание, В                                                                  | ~220/12           |
| Габаритные размеры блока РЭБ, м                                             | 0,83×0,37×0,24    |
| Габаритные размеры турели (Д×Ш×В), м                                        | 0,2×0,17×0,27     |
| Диапазон рабочих температур, град                                           | от — 35 до + 60   |
| Масса (нетто) блока РЭБ, кг                                                 | 6,5               |
| Масса (нетто) турели, кг                                                    | 14                |

## Использование
Ограничено использовалась в ходе российского вторжения на Украину. Как минимум одна единица была уничтожена ССО Украины

## Фотогалерея
- НРЛС «Репейник» на полигоне Минобороны России
- НРЛС «Репейник» на полигоне (совместная работа с блоками РЭБ)
- Разворачивание НРЛС "Репейник"